# 국방공로훈장

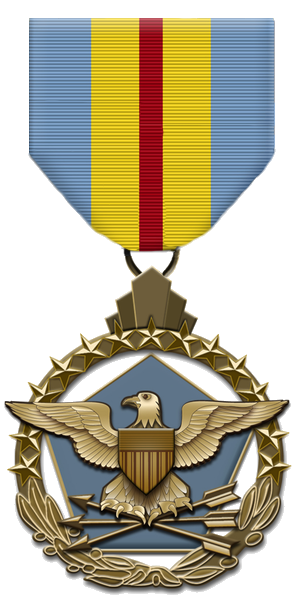

국방공로훈장(Defense Distinguished Service Medal)은 미국 국방부가 수여하는 훈장이다.

## 설명
국방공로훈장은 미국 국방부가 수여하는 무공훈장이다. 1970년 7월 9일 리처드 닉슨 대통령이 행정명령 11545호로 만들었다.
비전투원에게 수여하는 최고 등급의 훈장이다. 전투원에게 수여되는 최고 등급의 훈장은 명예훈장이며, 다음으로 수훈십자장, 은성훈장, 동성훈장 순서인데, 국방공로훈장은 은성훈장과 동급이다. CIA 국장이 수여하는 최고 등급의 훈장은 수훈정보십자장(Distinguished Intelligence Cross)인데, 역사상 수여된 적이 거의 없다. 따라서 CIA 요원이 받는 실질적인 최고등급 훈장은 수훈정보메달(Distinguished Intelligence Medal)이며 은성훈장과 동급이다.